# Dolmen de la Gaillarde
Le dolmen de la Gaillarde est un dolmen situé à Roquebrune-sur-Argens, dans le département du Var en France.

## Protection
L'édifice est classé au titre des monuments historiques en 1910. Le dolmen, est le seul édifice subsistant d'un groupe de trois tombes dont deux furent détruites lors de la construction du lotissement de Beaumont dans les années 1960 et dont ils ne demeurent que des plans. Le dolmen dit «dolmen no 1», fortement dégradé, a fait l'objet d'une restauration en 1995 dirigée par Hélène Barge.

## Description
Il se pourrait que les deux tombes, désormais détruites, aient été abusivement qualifiées de dolmens par Paul Raymond, qui les étudia en 1908 et 1910, alors qu'il s'agissait probablement de tombes en blocs. Les trois édifices furent édifiés avec des dalles de schiste et de gneiss d'origine locale. La chambre du dolmen no 1 mesure 2,50 m de long sur 2 m de large.  Une dalle située au sud du chevet a été arrachée et une autre dalle du côté sud a été déplacée en dehors du monument. La chambre sépulcrale se prolonge par un couloir, très dégradé, ouvrant à l'ouest (1,50 m par 1 m). La table de couverture existe toujours, cas exceptionnel pour un dolmen provençal, mais elle s'est effondrée vers l'intérieur de la chambre.
La chambre de la tombe no 2 mesurait 1,80 m de long sur 1,10 m de large, elle était délimitée par cinq orthostates. La chambre de la tombe no 3 était délimitée pour moitié par une paroi circulaire et pour moitié par une grande dalle rectangulaire,.
Les résultats des fouilles des tombes no 1 et no 2 entreprises par le Paul Raymond en 1908 et par V. Cotte en 1924 demeurent inconnus.